# ジョージ・バケー
ジョージ・バケー（英語: George Baquet, 1882年/1883年 - 1949年1月14日）は、アメリカのジャズ・クラリネット奏者で、ニューオーリンズの初期のジャズへ貢献したことで知られている。
バケーの父、セオジーン・バケーもクラリネット奏者で、兄弟のアキレ en:Achille Baquet とハル Harold も同じくクラリネット奏者だった。（ハル・バケーは刺し殺された。以前は、その殺人事件はクラレンス・ウィリアムズ Clarence Williams によって為されたと考えられていた。）
バケーの職歴は、まだティーン前半だった1897年に始まった。バケーはライア・クラブ・シンフォニー・オーケストラ the Lyre Club Symphony Orchestra で演奏していた。その後まもなく、P. T. ライト P. T. Wright のナッシュビル・スチューデント・ミンストラルズ Nashville Student Minstrels と地方巡業をしていた。バケーはその時ジョージア・ミンストラルズ the Georgia Minstrels に加わったが、1905年にニューオーリンズへ帰郷し、そこでバディ・ボールデンと共に演奏をした。1900年代から1910年代初期にかけてバケーは演奏を休んでいたが、ジョン・ロビショー en:John Robichaux、フレディ・ケパード、オンワド・ブラス・バンド en:Onward Brass Band と共に演奏をするようになった。バケーとケパードはロサンゼルスでオリジナル・クレオール・オーケストラ the Original Creole Orchestra で演奏した。バケーはその楽団に1916年まで残った。ケパードとバケーの両者は、この時、録音することを考えてはみたが、そうはしなかった。ケパードは彼の音楽のアイデアが盗用されることを心配していたし、バケーにはお金の心配があったからだ。
この 10 年の後半、バケーはニューヨーク市のコニーアイランドで演奏をした。1923年、バケーはフィラデルフィアでサム・ゴードンと彼のバンド Sam Gordon and his band （ラファイエット・プレーヤーズである）に加わった。そしてフィラデルフィアはバケーが死ぬまで暮らす場所となった。バケーはベッシー・スミスと録音をし、1929年にはジェリー・ロール・モートンと録音をし、そして1940年代にはシドニー・ベシェと録音をした。